# Omphalestra
Omphalestra is een geslacht van vlinders van de familie Uilen (Noctuidae), uit de onderfamilie Hadeninae.

## Soorten
- O. geraea (Hampson, 1907)
- O. herbuloti Viette, 1961
- O. holomelaena Berio, 1974
- O. homomelaena Berio, 1974
- O. mesoglauca (Hampson, 1902)
- O. mesomelana (Hampson, 1902)
- O. nellyae (Berio, 1939)
- O. semifusca (Hampson, 1905)
- O. submedianata (Hampson, 1905)